# Lepelle
Lepelle is een bestuurslaag in het regentschap Sampang van de provincie Oost-Java, Indonesië. Lepelle telt 8410 inwoners (volkstelling 2010).